# Meiler (Ofen)
Ein Meiler ist in der traditionellen Bedeutung des Wortes allgemein ein temporär errichteter Ofen ohne eigene tragende Struktur. Das Brennmaterial (Holz oder Kohle) und ggfs. weitere Rohstoffe werden abwechselnd, in selbsttragender Bauweise, aufgeschichtet und schließlich sorgfältig abgedichtet (z. B. mit Lehm). Die Entzündung des Brennstoffs startet bei hohen Temperaturen unter mehr oder weniger weitgehendem Sauerstoffabschluss den chemischen Umformungsprozess des eingeschlossenen Rohstoffs hin zu höherwertigen Stoffen (siehe Pyrolyse).
Meileröfen wurden früher u. a. eingesetzt zur Herstellung von:
- Holzkohle (siehe auch Kohlenmeiler)
- Koks
- Feldbrandziegel
- Gips

Ein Biomeiler oder Kompostmeiler wird nicht entzündet, mit ihm wird die Verrottungswärme verottbarer Stoffe genutzt (siehe auch Kompost).
Auch Röstöfen zum Rösten von Eisenerz wurden zeitweise in Meilerform errichtet.
Da Meiler in unmittelbarer Nähe zur Förderstelle des zu verarbeitenden Rohmaterials (z. B. Holz, Ton oder Eisenerz) schnell errichtet werden können, entfallen lange Transportwege, was in vor- und frühindustrieller Zeit den entscheidenden Vorteil darstellte. Mit aufkommender Leistungsfähigkeit des Transportwesens wurden Meiler zunehmend durch leistungsfähigere stationäre Öfen verdrängt.
In industriell weniger entwickelten Ländern werden Meiler auch heute noch eingesetzt, z. B. zur Ziegelherstellung.

## Atom-Meiler

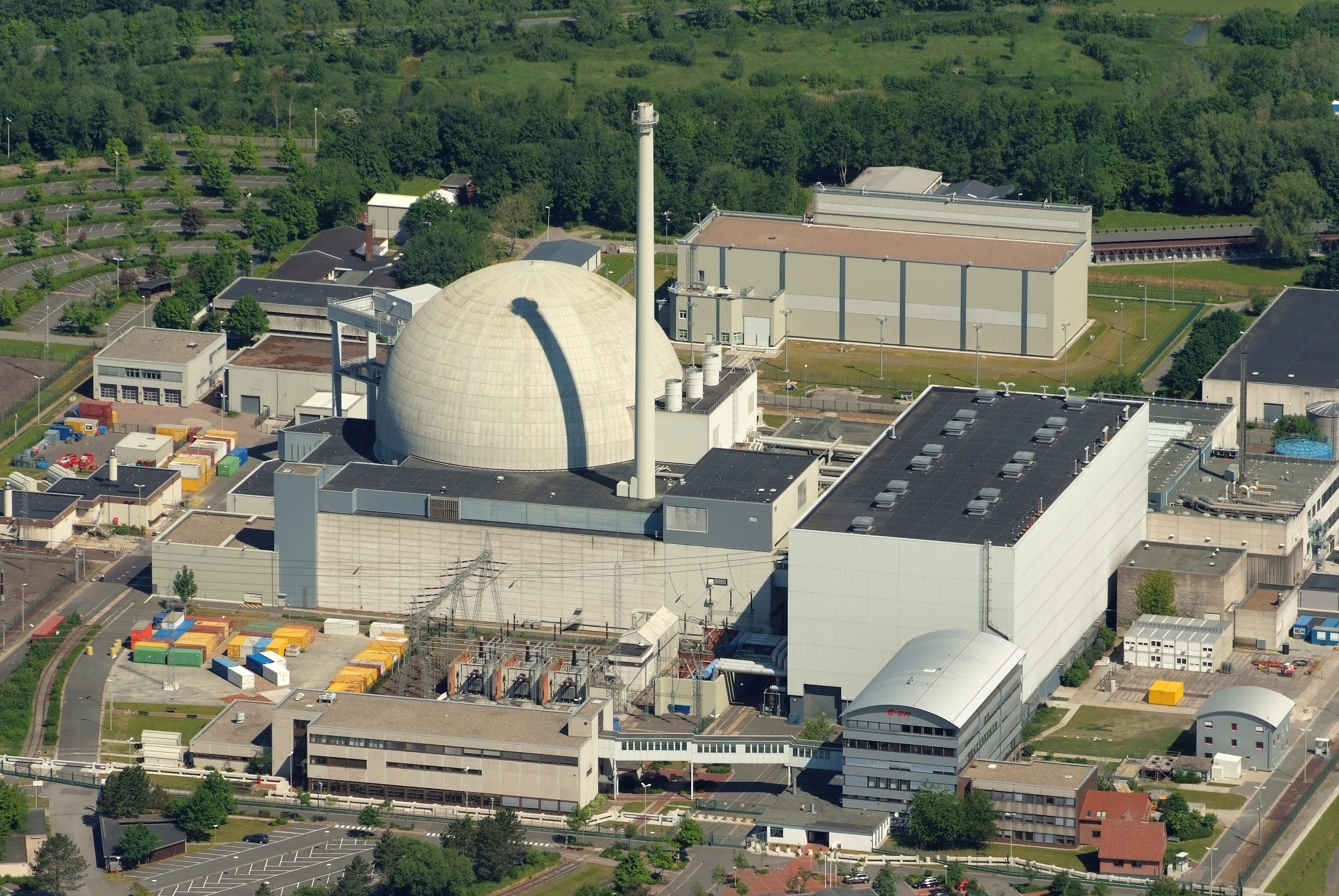
Containment-Kuppel eines Kernreaktors

Die umgangssprachliche Bezeichnung Atommeiler für einen Kernreaktor hat verschiedene Hintergründe. Die ersten Forschungs-Kernreaktoren, wie etwa der Chicago Pile des Teams um Enrico Fermi, waren ähnlich wie Kohlenmeiler aufgebaut, indem der nukleare „Brennstoff“ Uran abwechselnd mit Graphit als Moderator zu einem „Haufen“ (engl. pile) aufgeschichtet und dieser schließlich mit strahlungsisolierenden Platten abgedeckt wurde. Allerdings hatte diese Abdeckung aus Blei genau den entgegengesetzten Zweck als beim traditionellen Meilerofen, nämlich die Umgebung zu schützen und nicht den Brennstoff.
Eine weitere Analogie zum Kohlenmeiler besteht speziell bei Brutreaktoren: Beide dienen zur Gewinnung von neuem, effektiverem Brennstoff – im einen Fall wird aus Holz Kohle gewonnen, im anderen Fall Plutonium aus Uran.
Funktionell haben heutige Kernreaktoren aber mit Meileröfen nichts mehr gemein. Die Bezeichnung „Meiler“ wird daher heute nur noch mit der Form des großen, weithin sichtbaren Beton-Sicherheitsbehälters von Reaktoren älterer Bauart verbunden, die der typischen gewölbten Form des Kohlenmeilers ähnelt.